# The Lure of the Windigo
The Lure of the Windigo è un cortometraggio muto del 1914 diretto da Francis J. Grandon.

## Produzione
Il film fu prodotto dalla Selig Polyscope Company

## Distribuzione
Distribuito dalla General Film Company, il film - un cortometraggio in due bobine - uscì nelle sale cinematografiche statunitensi il 14 dicembre 1914.